# A (INIのシングル)
『A』（エー）は、日本の男性アイドルグループINIのデビューシングル。2021年11月3日にLAPONEエンタテインメントより発売された。

## 概要
デビューシングルのタイトルである『A』には最高クラスを表す「A」、すべての始まりである「A」という意味が込められている。
本作は、強烈なベースとビートサウンドで力強さを見せつけるパワフルなパフォーマンス曲の「Rocketeer」と対照的な甘いピアノの曲調の「Brighter」のダブルリード曲で、国民投票によって集まったINIらしく、ファン投票によって活動曲を決定する新しいシステムを採用して2021年9月18日から9月24日までファン投票が行われた。9月25日にYouTubeで生配信された「INI DEBUT SINGLE「A」投票結果発表 LIVE STREAMING」にて「Rocketeer」が活動曲となったことが発表された。また、「Rocketeer」はファン投票結果の全体の70%以上の票を集めた。
9月26日に「Rocketeer」のミュージックビデオおよび「Rocketeer」と「Brighter」の音源が先行配信開始した。
11月1日に各サブスクリプションサービスにてデジタル配信を開始し、iTunesアルバムランキング（2021年11月1日付）で1位を獲得。
11月2日付のオリコンデイリーシングルランキングでも36万6336枚を売り上げ、初登場1位を獲得。
11月15日付のオリコン週間シングルランキングでも初週売上508,474枚で1位となり、デビューシングル売上歴代5位で、初動ハーフミリオンを達成。
奇しくも同日のCD発売日にはオーディション番組『THE FIRST』で結成されたボーイズ・グループ、BE:FIRSTのデビュー・シングル「Gifted.」がリリースされており、チャートでの首位争いが注目された。

## 収録曲

### 初回限定盤A
CD +DVD（特典映像：LOG IN INI #1)
1. Rocketeer (3:07)
作詞：Bull＄EyE, Ondine, MonkeyVegas, STAINBOYS[11], MINAMI
作曲：Bull$EyE, MonkeyVegas, Ondine
編曲：Bull$EyE, MonkeyVegas
振付：Sorr & Jungwan Yu (FREEMIND) - 『PRODUCE 101 JAPAN SEASON2』デビュー評価曲『ONE』振付師であり、MONSTA X、ASTROなど韓国のグループの振付も担当[3]。
Bull＄EyEはIZ*ONEの「OPEN YOUR EYES」や「Pretty」、STAINBOYSはJO1の「MONSTAR」や「Be With You (足跡)」、「伝えられるなら」、「Dreaming Night」、
MINAMIはJO1の「ICARUS」を手掛けている。
2. Cardio (3:31)
作詞：Mia(GALLERY), HYUNSEONG, MUSTardSEED
作曲：Jay&Rudy, Isaac Han, OKIRO, Aaron Kim
編曲：Isaac Han, OKIRO, Aaron Kim
振付：TEAM SAME
3. RUNWAY(INI Ver.) (3:41)
作詞：YHANAEL
作曲：SCORE(13), Megatone(13), ESBEE,  Luke(13), STEREO14
編曲：SCORE(13), Megatone(13), STEREO14
『PRODUCE 101 JAPAN SEASON2』で披露したデビュー評価曲のINIバージョン。
YHANAELはJO1の「Speed of Light」や「REAL」、Score (13)、Megatone (13)と共に「Born To Be Wild」と「Freedom」を手掛けている。
4. Brighter (3:32)
作詞：STAINBOYS, Moon Kim
作曲：Moon Kim, STAINBOYS
編曲：STAINBOYS[11]
振付：TEAM SAME
Moon Kimはロックバンド・Royal Piratesのメンバー。GOT7、SF9、キム・ウソクなど多数のK-POPアイドルに楽曲提供を行っている[12]。
  - KOSÉ 「米肌 肌潤モイスチャーインWクレンズ」米肌 Wクレンズ編 CMソング[13]

### 初回限定盤B
CD +DVD（特典映像：LOG IN INI #2)
1. Brighter (3:32)
2. KILLING PART (3:30)
作詞：KIGGEN, ESBEE, STAINBOYS, Ellie Love
作曲：KIGGEN, ESBEE,STRBNC
編曲：STRBNC
振付：木村柾哉, 西洸人
KIGGENは『PRODUCE 101 SEASON2』の「Oh Little Girl」や『PRODUCE X 101』の「U GOT IT」、ESBEEと共にWanna Oneの「GOLD」を手掛けている。
3. ONE(INI Ver.) (3:42)
作詞：SOOYOON, Ayumi Kanuma
作曲：Moon Kim, STAINBOYS
編曲：STAINBOYS
『PRODUCE 101 JAPAN SEASON2』で披露したデビュー評価曲のINIバージョン。
4. Rocketeer (3:07)

### 通常盤
CD
1. Rocketeer (3:07)
2. Brighter (3:32)
3. Cardio (3:31)
4. KILLING PART (3:30)

## チャート成績
オリコンチャート
- オリコンデイリーシングルランキング（2021年11月2日付、11月3日付、11月4日付、11月5日付、11月6日付、11月7日付、11月8日付）で1位。推定売上枚数は558,169枚[注 2]。

| 日付             | 順位 | 推定売上枚数 | 出典   |
| ---------------- | ---- | ------------ | ------ |
| 2021年11月2日付  | 1位  | 366,336枚    | [ 16 ] |
| 2021年11月3日付  | 1位  | 53,056枚     | [ 17 ] |
| 2021年11月4日付  | 1位  | 19,182枚     | [ 18 ] |
| 2021年11月5日付  | 1位  | 20,461枚     | [ 19 ] |
| 2021年11月6日付  | 1位  | 24,265枚     | [ 20 ] |
| 2021年11月7日付  | 1位  | 25,158枚     | [ 21 ] |
| 2021年11月8日付  | 1位  | 7,097枚      | [ 22 ] |
| 2021年11月9日付  | 3位  | 5,792枚      | [ 23 ] |
| 2021年11月10日付 | 2位  | 4,685枚      | [ 24 ] |
| 2021年11月11日付 | 2位  | 5,719枚      | [ 25 ] |
| 2021年11月12日付 | 3位  | 5,385枚      | [ 26 ] |
| 2021年11月13日付 | 2位  | 6,705枚      | [ 27 ] |
| 2021年11月14日付 | 2位  | 8,519枚      | [ 28 ] |
| 2021年11月15日付 | 2位  | 5,809枚      | [ 29 ] |

- オリコン週間シングルランキング（2021年11月15日付）で1位。初週売上は50.8万枚でハーフミリオンを突破。デビューシングルの初週売上記録では、嵐『A・RA・SHI』に次ぐ歴代5位となった[30]。

| 日付             | 順位 | 推定売上枚数 | 出典          |
| ---------------- | ---- | ------------ | ------------- |
| 2021年11月15日付 | 1位  | 508,474枚    | [ 31 ] [ 32 ] |
| 2021年11月22日付 | 3位  | 43,911枚     | [ 33 ]        |

- オリコン週間合算シングルランキング（2021年11月15日付）で1位。

| 日付             | 順位 | 換算売上ポイント | 出典   |
| ---------------- | ---- | ---------------- | ------ |
| 2021年11月15日付 | 1位  | 559,113pt        | [ 34 ] |
| 2021年11月22日付 | 2位  | 71,228pt         | [ 35 ] |

- オリコン週間デジタルアルバムランキング（2021年11月15日付）で1位。

| 日付             | 順位 | ダウンロード数 | 出典   |
| ---------------- | ---- | -------------- | ------ |
| 2021年11月15日付 | 1位  | 6,115          | [ 36 ] |

- オリコン週間ストリーミングランキング（2021年10月11日付）で「Rocketeer」が1位[37]。

| 楽曲      | 日付             | 順位  | 再生数      | 出典   |
| --------- | ---------------- | ----- | ----------- | ------ |
| Rocketeer | 2021年10月4日付  | 113位 | -           | [ 37 ] |
| Rocketeer | 2021年10月11日付 | 1位   | 8,521,696回 | [ 38 ] |
| Rocketeer | 2021年10月18日付 | 4位   | 5,792,398回 | [ 39 ] |
| Rocketeer | 2021年11月08日付 | 14位  | 3,963,581回 | [ 40 ] |
| Rocketeer | 2021年11月15日付 | 2位   | 8,300,845回 | [ 41 ] |
| Rocketeer | 2021年11月22日付 | 8位   | 5,055,556回 | [ 42 ] |

- オリコンシングルランキング 2021年度デビューシングルの初週売上では、なにわ男子の『初心LOVE』に次いで2位[43]。

Billboard JAPAN
- Billboard JAPAN ストリーミング・ソング・チャート[注 3]で「Rocketeer」が初登場2位[44]。
- Billboard JAPAN 週間シングル・セールス・チャート[注 4]「Top Singles Sales」（2021年11月10日公開）で1位。初週売上枚数は489,587枚[45][46]。
- Billboard JAPAN 総合ソング・チャート「JAPAN HOT 100」で2位。シングルは489,587枚、ダウンロード数は22,886、ストリーミング数は11,472,263再生[47]。シングル、ルックアップ、Twitterで3冠獲得。

タワーレコード
- TOWER RECORDS ONLINE「J-POPシングル ウィークリーTOP30」（2021年11月1日付[注 5]）で1位[48]。
- タワーレコード「全店総合シングルランキング[注 4]」で1位[49]。

iTunes
- iTunesアルバムランキング（2021年11月1日付）で1位[5]。

Spotify
- 「バイラルトップ50（日本）」（2021年10月21日公開：10月14日～10月20日集計分）で初登場にして「Rocketeer」と「Brighter」が1位・2位を独占[50]。

LINE MUSIC
- LINE MUSIC 月間ランキング（2021年10月）で「Rocketeer」が2位[51]。

## ミュージックビデオ
Rocketeer
2021年9月26日公開。制作会社はDigipedi。
Brighter
2021年10月20日公開。制作会社はFlipevil。MV監督はソ・ドンヒョク。
RocketeerとBrighterのミュージックビデオは共に韓国で撮影された。
| 再生回数 | 達成日         | 公約達成動画内容                              | 公開日         |
| -------- | -------------- | --------------------------------------------- | -------------- |
| 200万回  | 2021年9月28日  | 『Rocketeer』ダンスプラクティス・ビデオ       | 2021年9月28日  |
| 400万回  | 2021年10月3日  | 『Rocketeer』スペシャルパフォーマンス・ビデオ | 2021年11月14日 |
| 600万回  | 2021年10月16日 | 『KILLING PART』セルフカメラバージョン        | 2021年12月13日 |